# 6824 Меллорі
6824 Меллорі (6824 Mallory) — астероїд головного поясу, відкритий 8 вересня 1988 року.
Тіссеранів параметр щодо Юпітера — 3,186.